# Механізований льодовий бур ГР-54
Механізований льодовий бур ГР-54 — гідрометричний прилад, призначений для вимірювання товщини льоду на ділянці водойми. Застосовується для утворення льодових лунок, при великому обсязі льодомірних робіт і потужній товщині льоду. Діаметр бура становить 10 см, використовується механізована основа та конструкція подібна до установок ДГІ-7. Механізована система буру значно прискорює процес вимірювання товщини льоду.

## Особливості
Бур працює за допомоги спеціального двигуна. Зручність у використанні пояснюється тим що на одну лунку при товщині льоду до 1 м з ручним льодовим буром потрібно затратити 5-10 хв, то з механізованим лише 15-20 сек.

## Різновиди
- Льодовий бур ДГІ-47
- Льодовий бур ДГІ-7